# Pseudostantienit

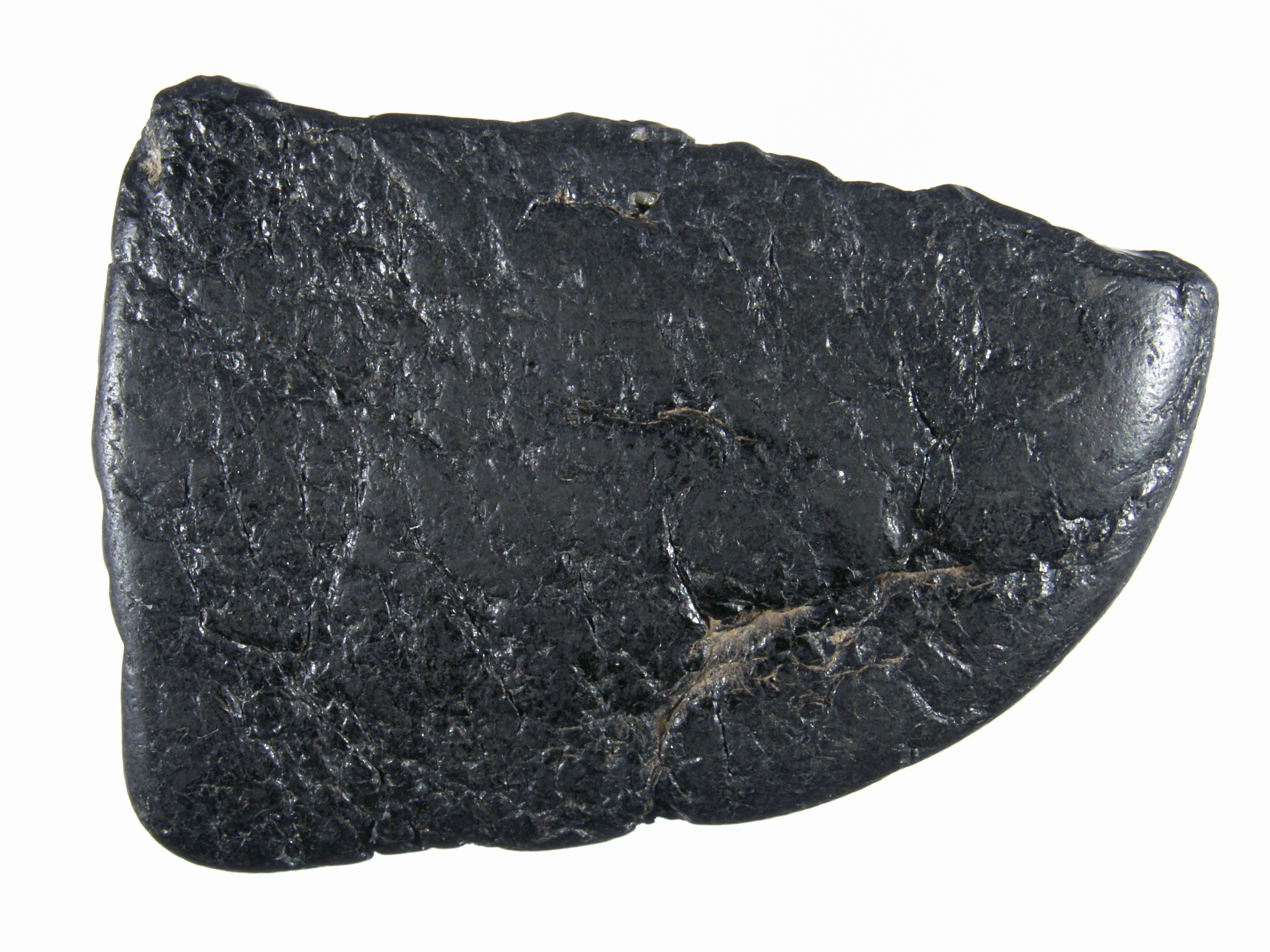
Pseudostantienit, Naturform Geröll; Größe: 56 mm; Sammlung: Naturkundliches Museum Mauritianum Altenburg.

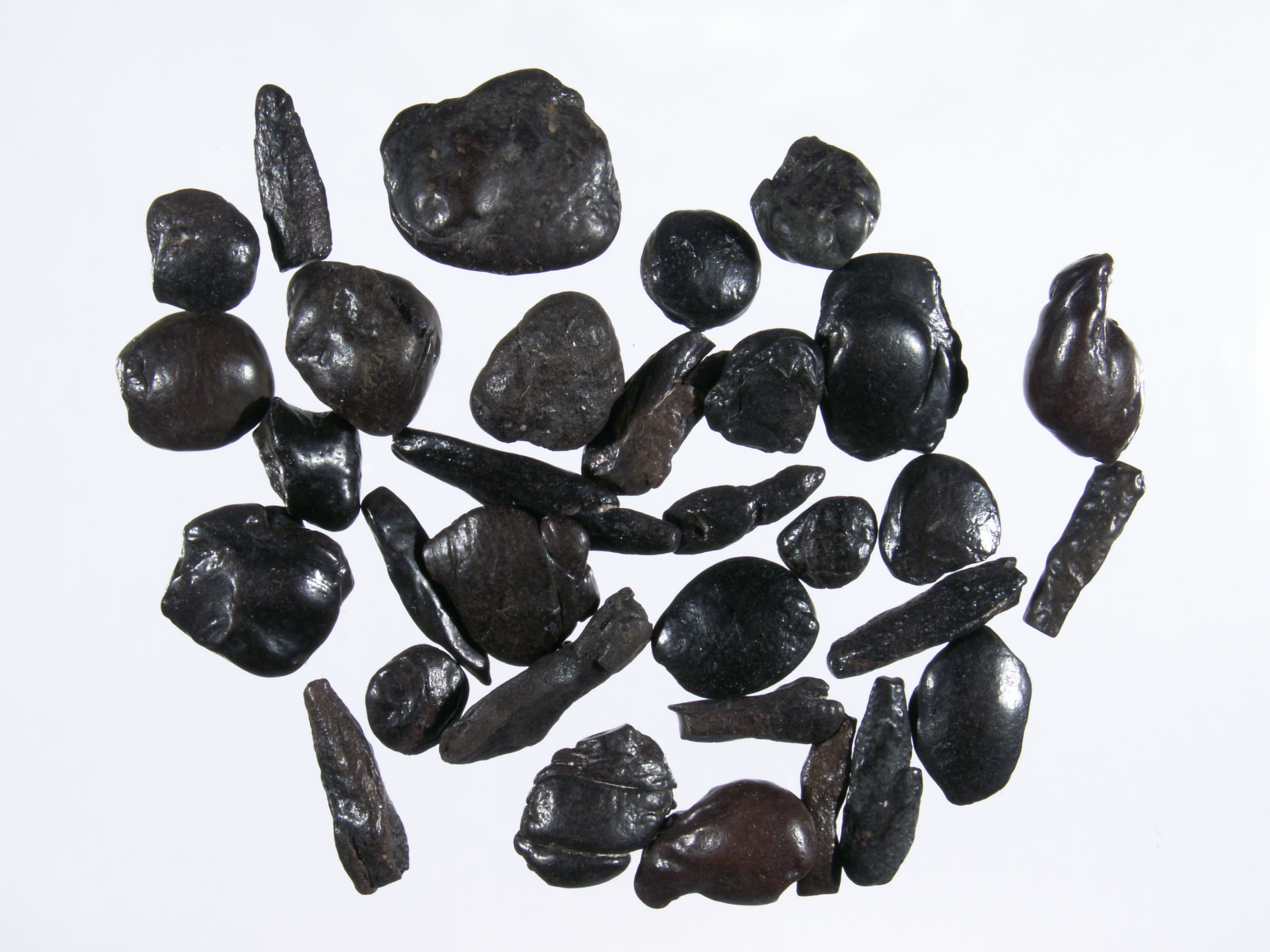
Pseudostantienit, Naturform Tropfen; Größe: 12 mm (größtes Stück oben); Sammlung: Naturkundliches Museum Mauritianum Altenburg.

Pseudostantienit ist eine Bernsteinart, die im Tagebau Goitsche bei Bitterfeld gefunden wurde. Der mit der Beschreibung im Jahre 1986 eingeführte Name weist auf die große Ähnlichkeit mit der Bernsteinart Stantienit hin. Der Pseudostantienit ist bisher nur vom Fundort Bitterfeld bekannt, es wurden mehr als 70 Stück geborgen.
Pseudostantienit gehört zur Gruppe der Schwarzharze. Im Gegensatz zum ähnlichen Stantienit ist seine Gestalt plattig. Brüche sind selten, großmuschelig, striemig und tiefschwarz matt glänzend. Schliffflächen sind rau und schwarz mit leicht rötlichem Seidenglanz, verursacht durch die schichtige Feinstruktur. Er ist nicht spröd, sondern zäh und sehr schlecht polierfähig. Das Pulver ist zimtfarben.
Von anderen Autoren wurde die Selbstständigkeit des Pseudostantienit zunächst ohne Begründung bezweifelt, letztendlich aber doch anerkannt.
Die Herkunftspflanze des Pseudostantienit ist noch nicht bekannt. Wahrscheinlich erscheint wie beim Stantienit eine Verwandtschaft mit Canarium rostratum aus der Familie der Balsambaumgewächse (Burseraceae), nach Alexander Tschirch die vermutliche Stammpflanze des „Schwarzen (Sumatra-) Dammar“.